# Jacques-Barthélemy Renoz
Jacques-Barthélemy Renoz, né le 28 août 1729 à Liège où il meurt le  2 octobre 1786 , est un architecte liégeois de la fin du baroque (néoclassicisme) actif principalement dans la région de Liège-Aix-la-Chapelle-Maastricht.
Avec les architectes de liégeois Jean-Gille Jacob, Barthélemy Digneffe et Etienne Fayen, les aixois Laurenz Mefferdatis, Joseph Moretti et Johann Joseph et Jakob Couven (nl) et les maastrichtois François (nl), Matheius (nl) et Mathias Soiron (nl), il peut être considéré comme un des principaux architectes baroques dans la principauté de Liège.

## Biographie
Jacques-Barthélemy Renoz est né à Liège descendant supposé d'une ancienne famille noble de Bourgogne. En 1763, Jacques-Barthélemy reçut un certificat des armoiries de la principauté de Liège confirmant cette filiation.
De son mariage avec Marie Josèphe Gabrielle Cralle, il eut quatorze enfants dont un fils Henri Renoz, qui fut un industriel célèbre à Liège. Les deux fils de celui-ci, Napoléon et Prosper, furent tous deux officiers de l'armée belge et tous deux furent reconnus par le roi Léopold Ier en 1838 comme membres de la noblesse belge. Tous deux sont morts sans enfant, cette branche de la famille s'éteint alors en 1878. De son fils Nicolas, il reste des descendants. Une copie du buste par Adelin Salle fut offerte à Georges Renoz (1890-1971), par ailleurs arrière-petit-fils de l'historien Adolphe Borgnet, recteur de l'Université de Liège (1848-1853).

## Carrière
L'une des premières réalisations de Renoz fut la construction de la collégiale Saint-Jean de Liège en 1754, selon les plans de l'architecte italo-suisse Gaetano Matteo Pisoni. Le jeune Jacques-Barthélémy Renoz exécute le dessin de Pisoni, afin de remplacer l'ancien bâtiment roman, hormis la tour.
En 1760, le chapitre Notre-Dame de Sclayn lui commande l'église Saint-Rémy de Landenne (église paroissiale actuellement fermée malgré son classement en 1990).

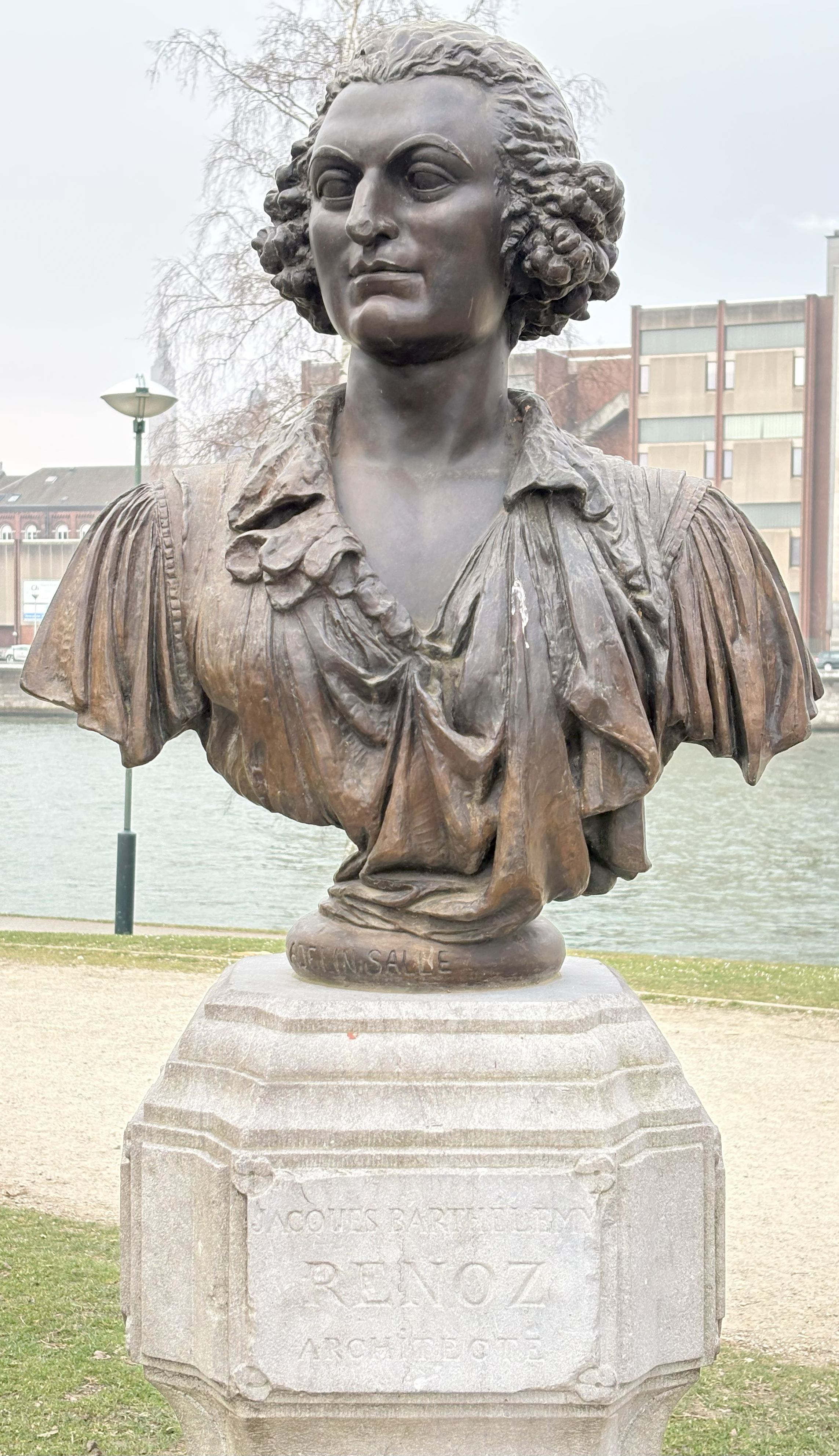
Monument Jacques-Barthélemy Renoz, par le sculpteur Adelin Salle, dans la roseraie du parc de la Boverie, à Liège.

En 1770, il agrandit le château de Hasselbrouck, un bâtiment de style mosan, d'une aile néoclassique. Le commanditaire fut Jean-Henri Bormans de Hasselbroek (1706-1774), tréfoncier de Saint-Lambert dès 1733, prévôt de la collégiale Notre-Dame de Huy, official de Liège et surtout conseiller privé du prince-évêque de Liège Velbrück. Ce dernier nomma Renoz en 1774 comme directeur de la nouvelle école d'art de Liège.
En 1775, Renoz reçut une nouvelle commande prestigieuse. Le chanoine liégeois Maximilien-Henri de Geyer de Schweppenburg avait acheté un terrain à Sclessin pour y construire une villa de campagne, le château de Beaumont. Cette zone, en face de la colline de Cointe, près de la Meuse, était très populaire au XVIIIe siècle. Il semblerait que de Geyer de Schweppenburg ait en fait agi en tant que prête-nom du prince-évêque de Liège François-Charles de Velbrück qui aurait utilisé la villa pour y rencontrer ses maîtresses. Pour surmonter les différences de niveaux, l'architecte construit de hautes caves contre la pente. Un escalier en forme de fer à cheval donne au bâtiment une entrée majestueuse. Quelques années plus tard, Renoz construit un château (nl) à Obbicht, qui a de fortes similitudes avec celui de Beaumont.
En 1779, il est lauréat du concours organisé par la Société d'Émulation dont l’objet était « Un plan d’embellissement de la ville de Liège ». Renoz propose une large avenue le long d'un méandre de la Meuse ainsi qu'une grande place rectangulaire avec six nouvelles rues adjacentes. Le plan n'a pas été mis en œuvre en raison du manque d'argent.
Une de ses dernières réalisations est une commande de la collégiale Saint-Barthélemy de Liège. Renoz ajouta un élégant portail néo-classique en pierre à l'imposante collégiale romane. Ce portail s'harmonisait avec les murs rugueux en grès. Cependant, depuis les travaux de rénovations de la collégiale au début du XXIe siècle, le portail contraste avec le reste du bâtiment plâtré et peint.

## Réalisations
- 1754-1757 : Reconstruction de la collégiale Saint-Jean à Liège
- 1760 : Eglise de Landenne
- 1766 environ : Église du Saint-Sacrement, sur le boulevard d'Avroy à Liège
- 1770 : Château de Hasselbrouck à Jeuk
- 1769-1771 : Waux-Hall de Spa
- 1772 : Église Saint-André (réédification) à Liège
- 1775-1780 : Hôtel de ville de Verviers
- 1775-1776 : Château de Beaumont à Liège
- 1780 : Château d'Obbicht (nl) (Pays-Bas)
- 1782 : Portail de la collégiale Saint-Barthélemy de Liège
- 1783 : Hospice Sainte-Joséphine à Theux
- 1785 : Hôtel de Potesta à Liège (démoli vers 1865)
- 1786 : Reconstruction de la Belle Maison à Marchin
- 1786 : Plans de l'immeuble de la Société Littéraire de Liège

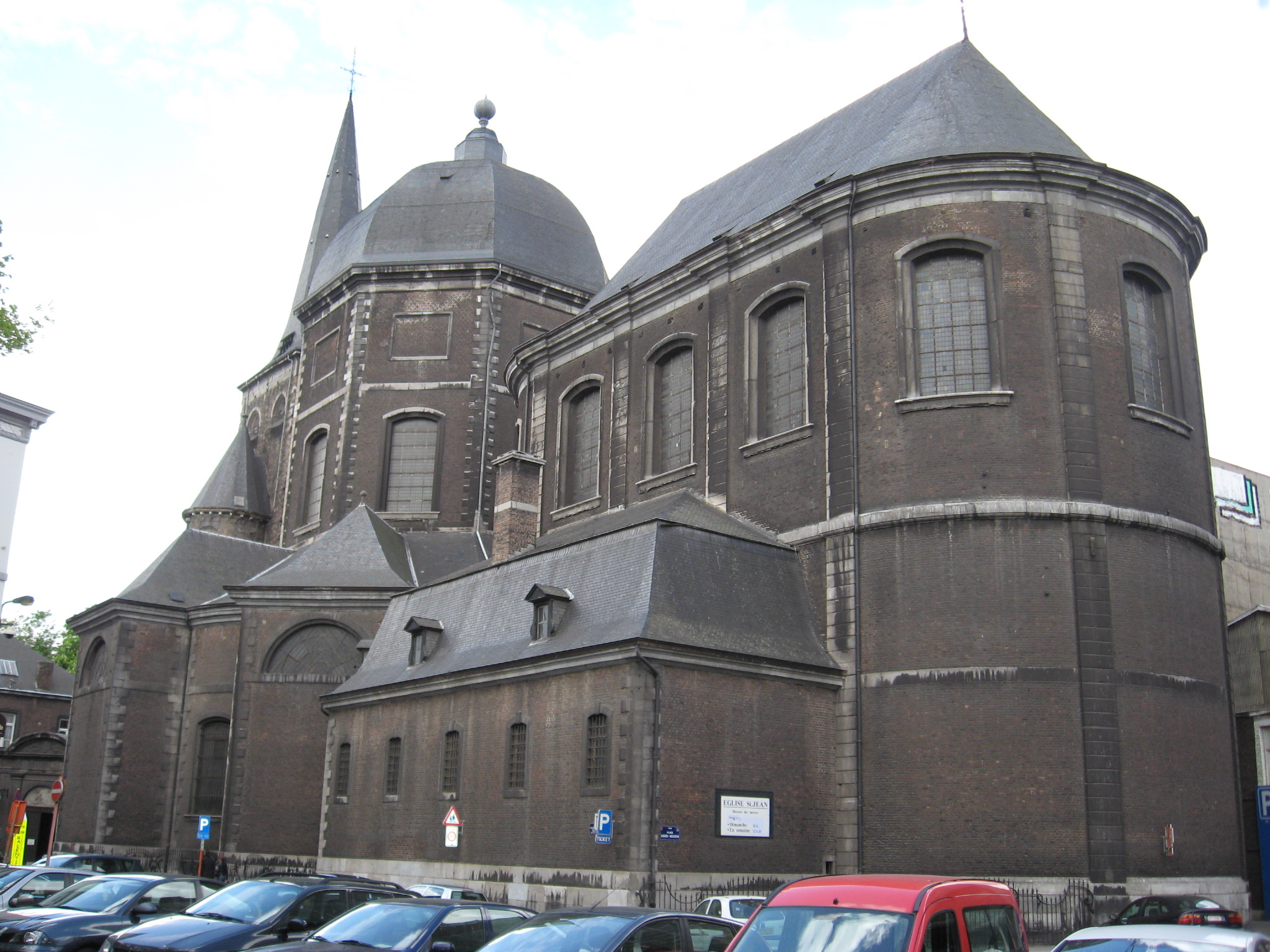
Collégiale Saint-Jean, Liège
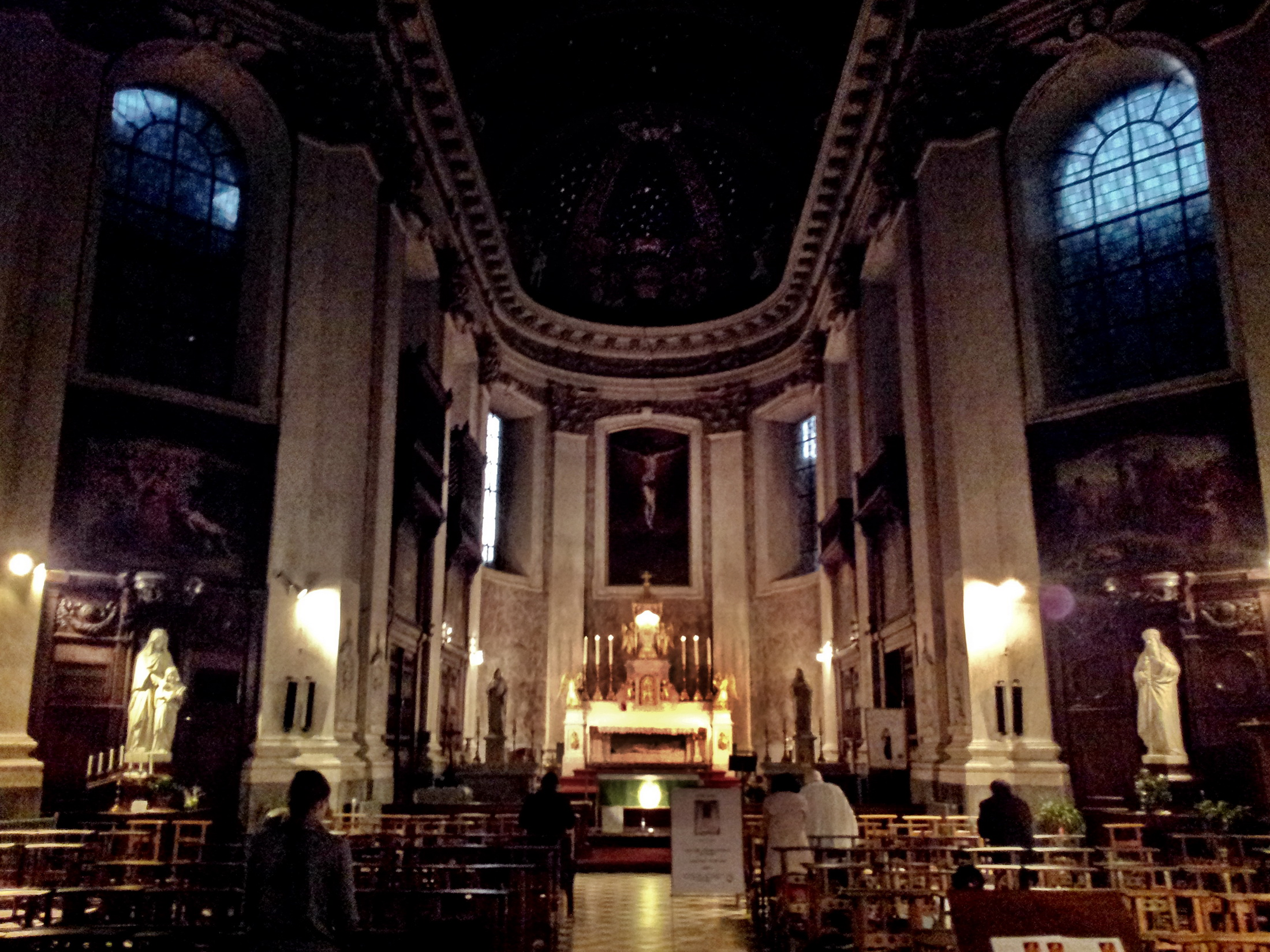
Église du Saint-Sacrement, Liège
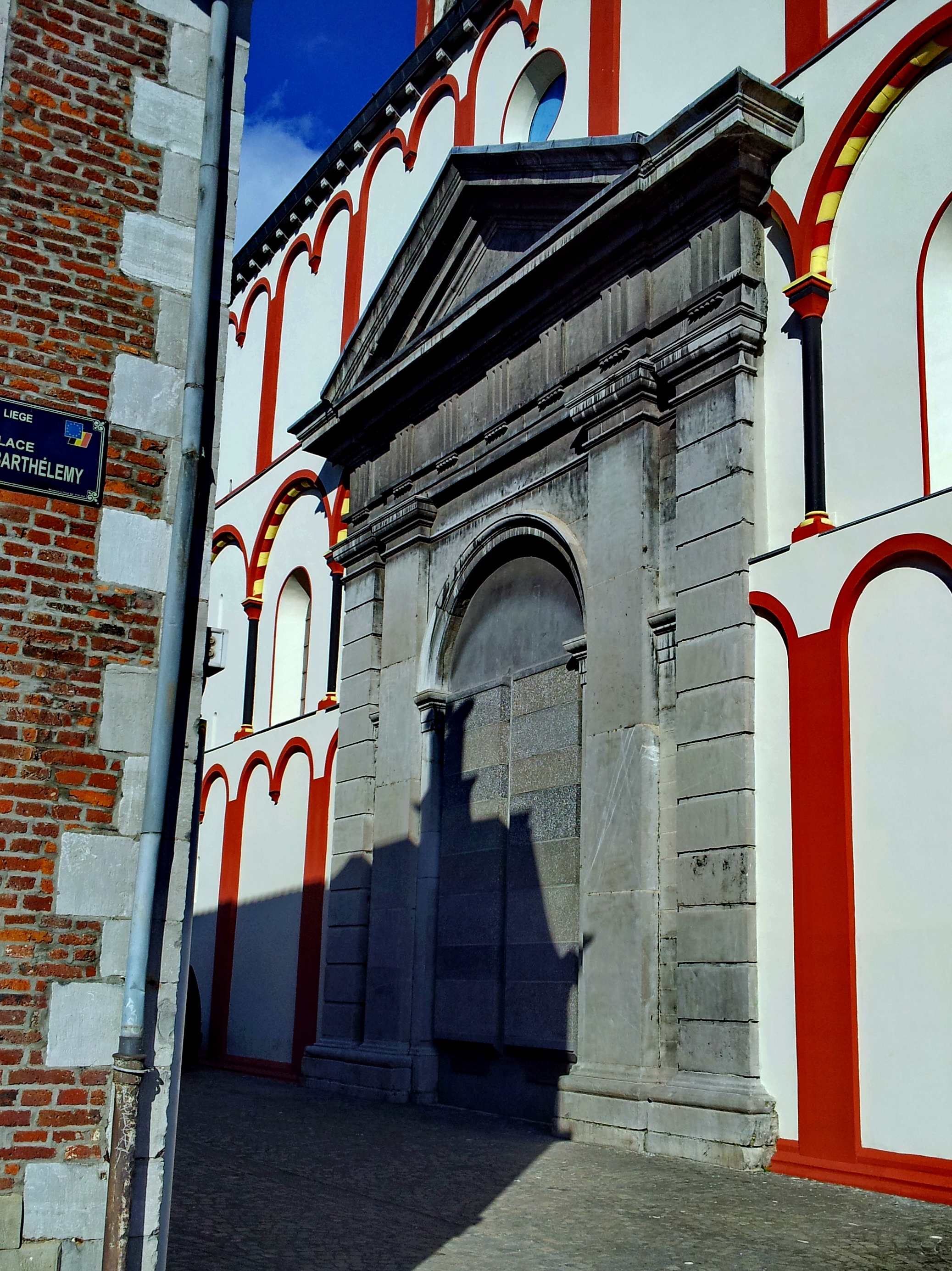
Portail de la collégiale Saint-Barthélemy, Liège
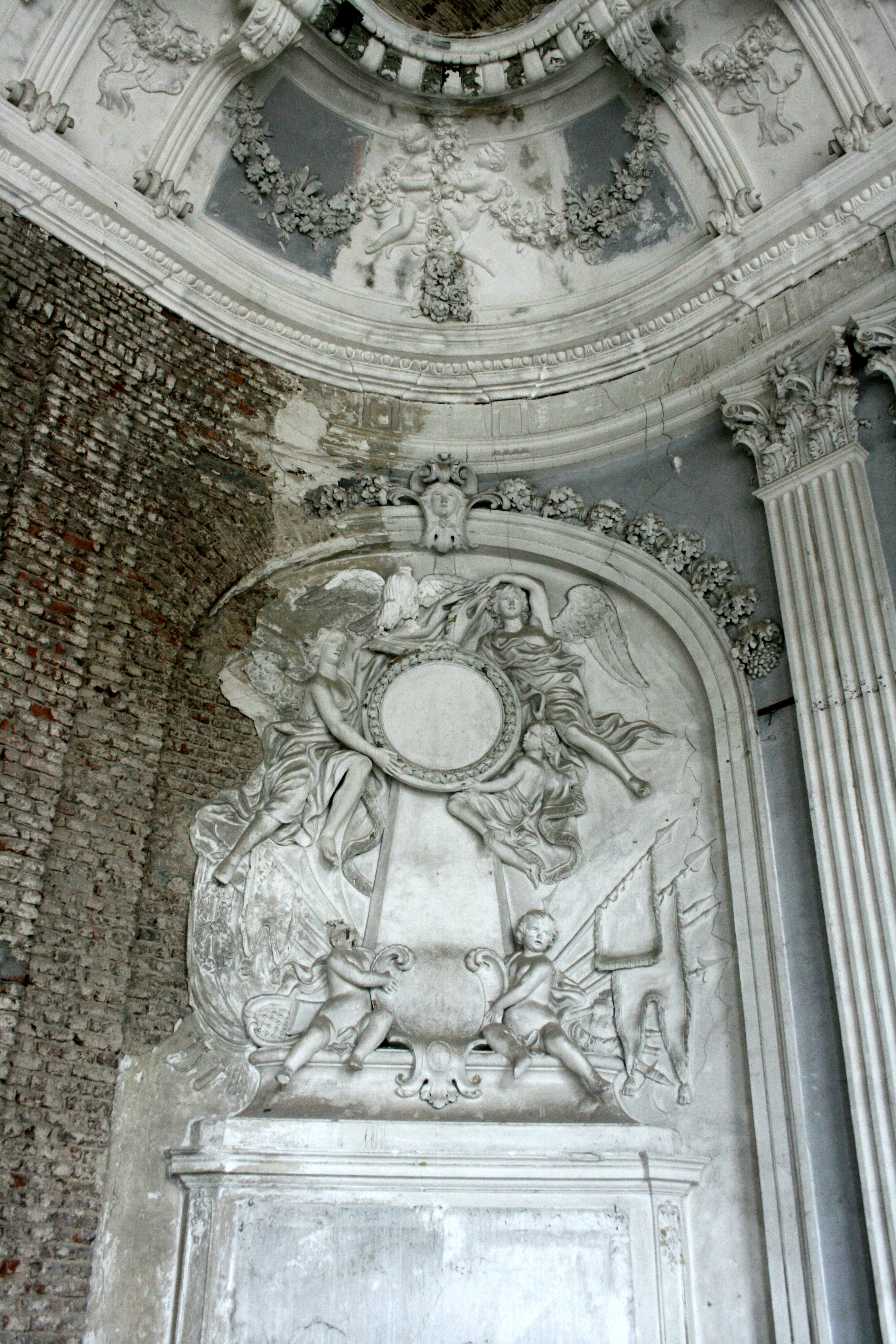
Waux-Hall, Spa.
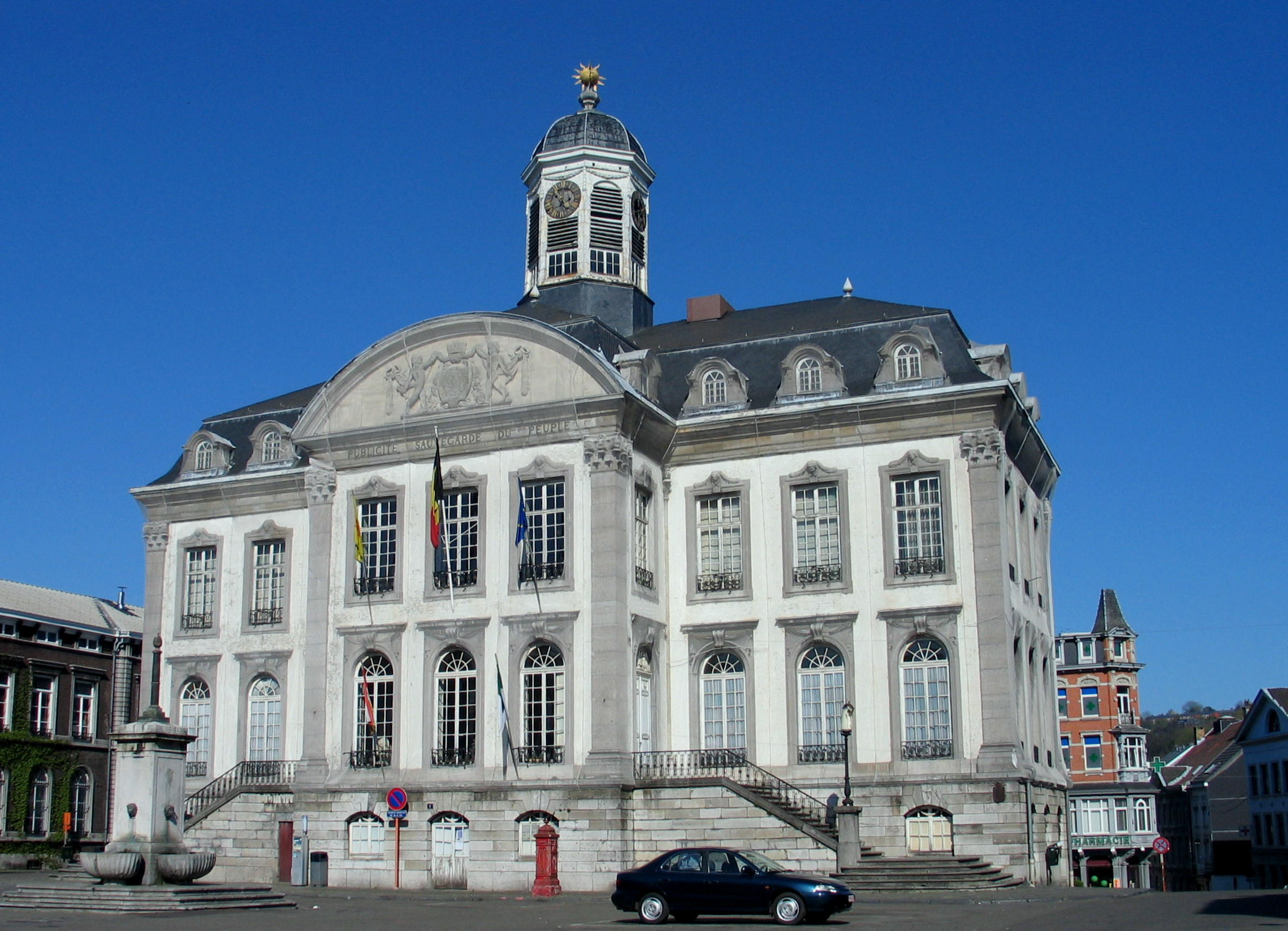
Hôtel de ville de Verviers
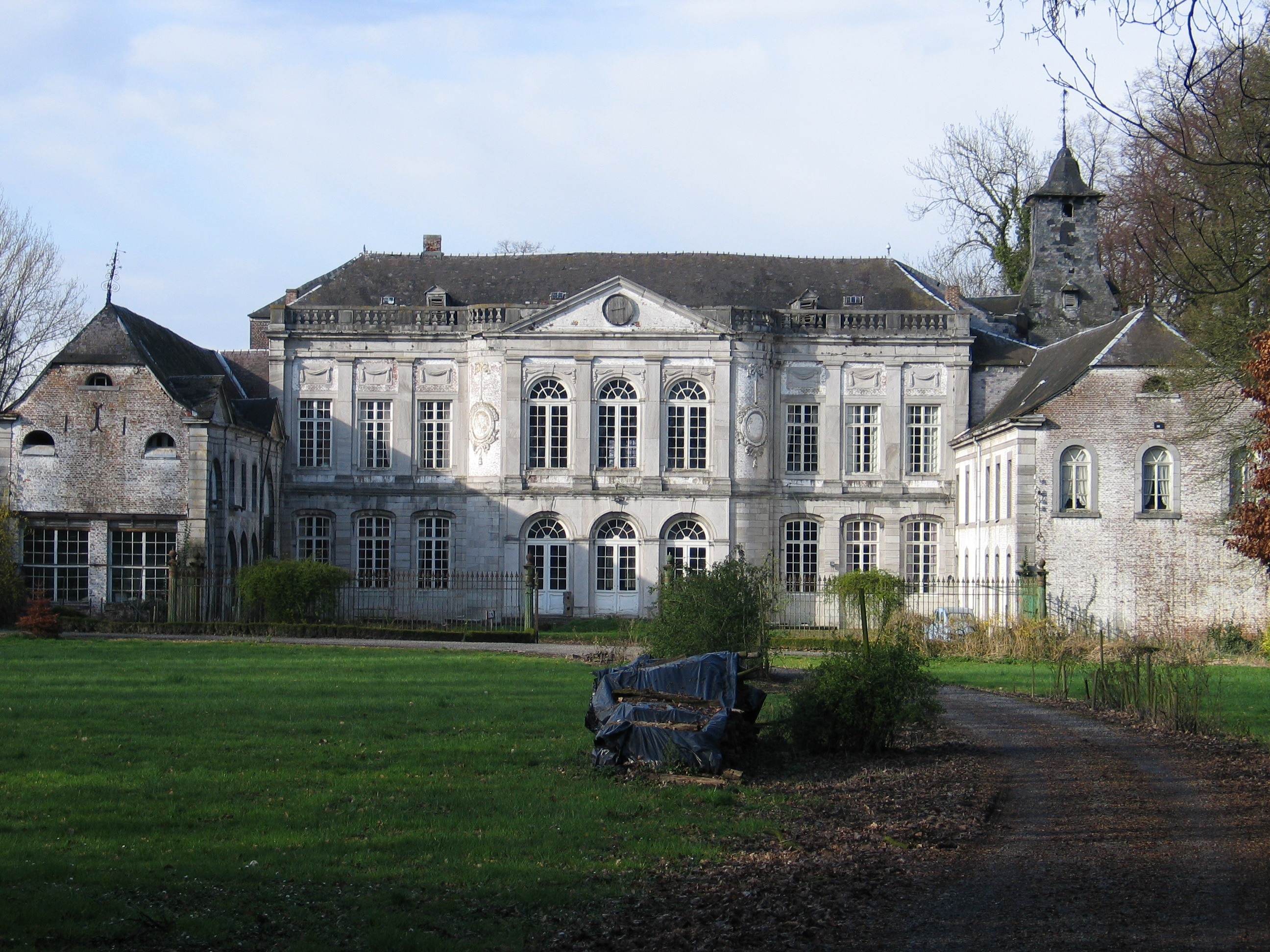
Château de Hasselbrouck
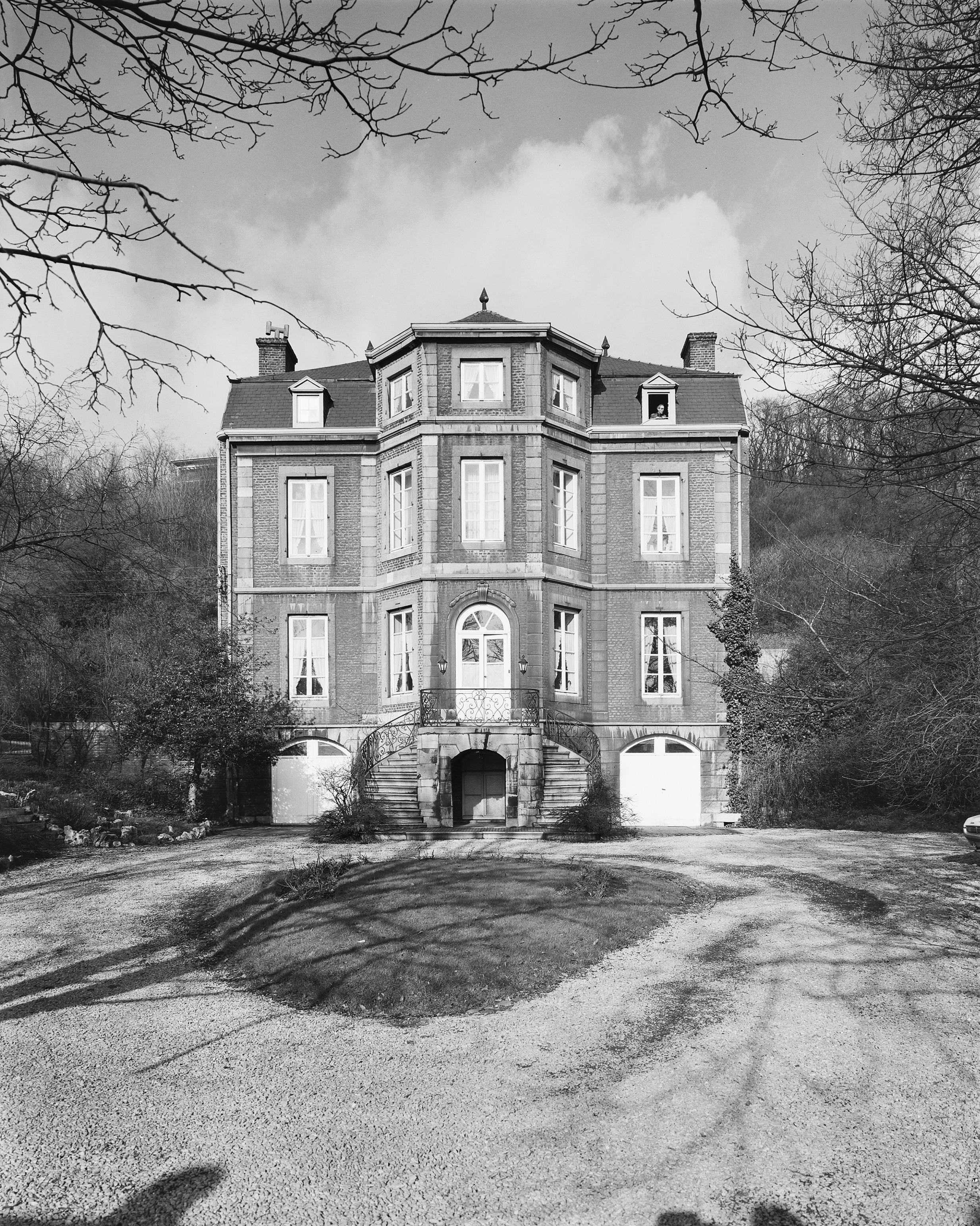
Château de Beaumont, Liège
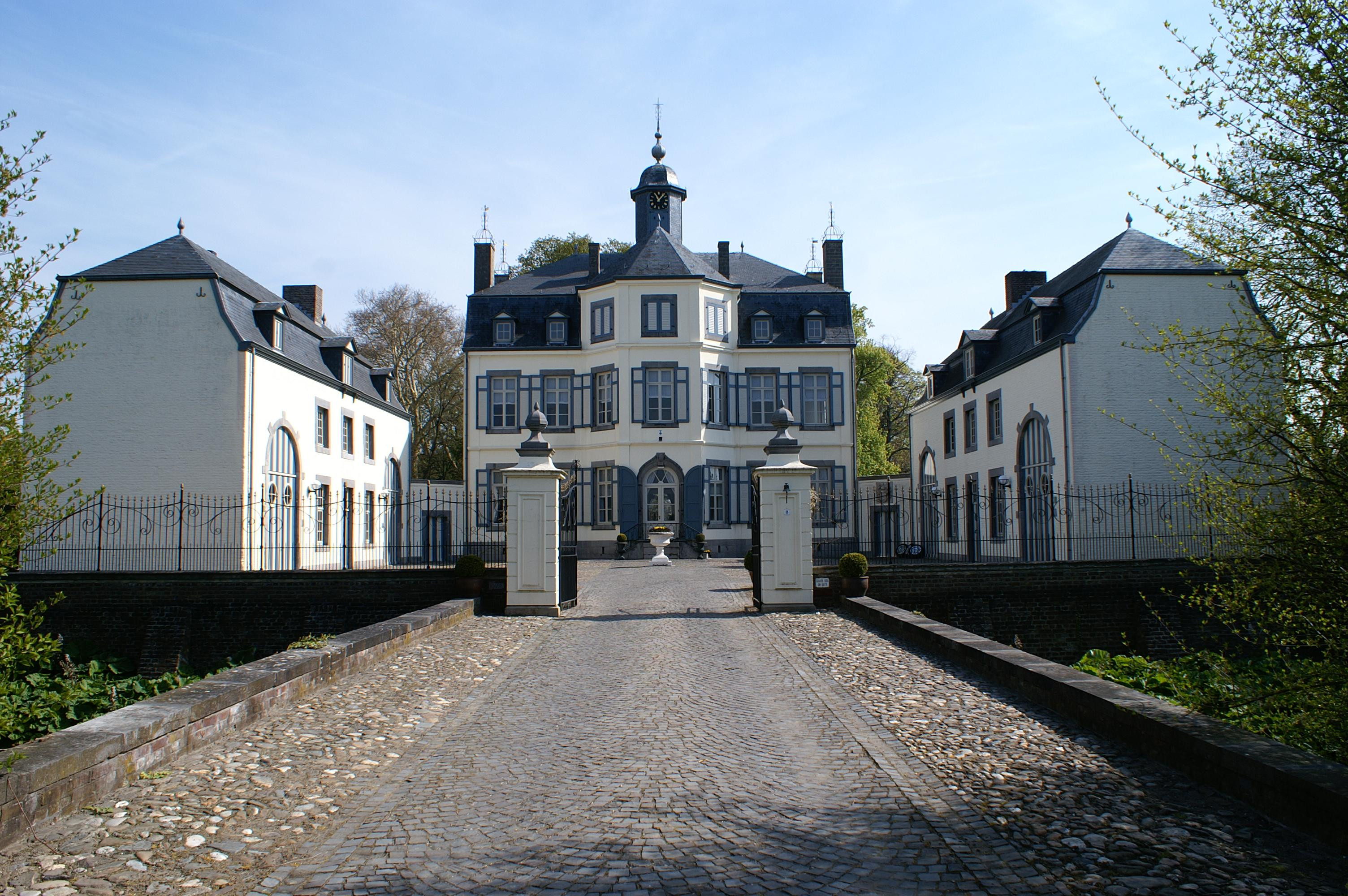
Château d'Obbicht (nl)
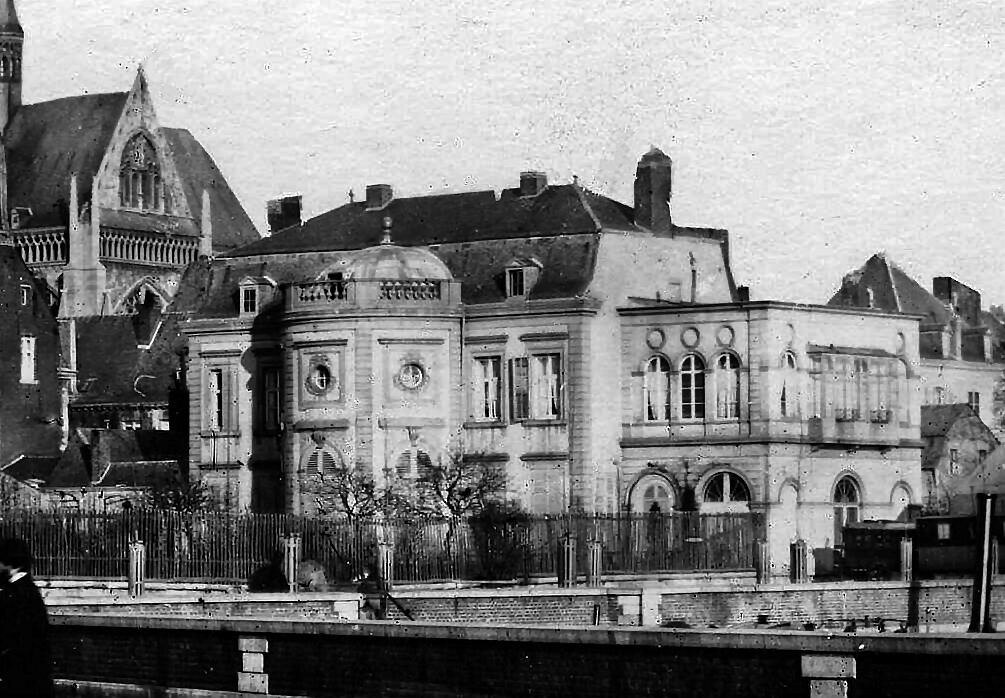
Hôtel de Potesta, Liège